# Isis King

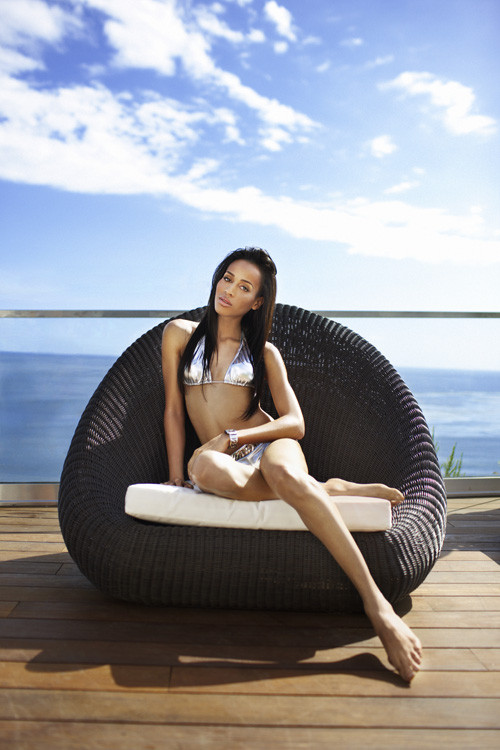
Isis King

Isis King (* 1. Oktober 1985 in Prince George’s County, Maryland; geboren als Darrell Walls) ist ein US-amerikanisches Model und Modedesignerin. Sie war Teilnehmerin der 11. & 17. Staffel von America’s Next Top Model und gleichzeitig die erste Transperson, die an dieser Show teilnahm.
In den USA gehört sie zu den bekanntesten Transpersonen und engagiert sich durch ihre Bekanntheit, um auf Probleme transgeschlechtlicher Menschen aufmerksam zu machen.

## Persönliches
Isis King wurde in Prince George’s County, Maryland als Darrell Walls geboren. Sie zog früh mit ihrer Familie nach New York City.
Während ihrer High-School-Zeit hatte sie ihr Coming-out als schwuler Mann, obwohl sie spürte, dass diese sexuelle Orientierung nicht die wahrhaft ihre sei, ein Umstand, der sich auch in ihrem Empfinden niederschlug. 2007 nahm King an der Show „Born in the Wrong Body“ auf MSNBC teil, die transgeschlechtliche Jugendliche in den USA begleitete. Im Sommer 2007 begann sie eine Hormontherapie als Vorbereitung auf ihre geschlechtsangleichende Operation.
Tyra Banks arrangierte eine Operation für King bei Dr. Marci Bowers, die als eine der führenden Fachleute auf dem Gebiet der geschlechtsangleichenden Operationen gilt. Am 27. Februar 2009 wurde die OP vollzogen.
King hat einen Abschluss am Art Institute of Philadelphia. Sie arbeitete als Rezeptionistin in einem Haarsalon und als Assistentin für eine Wohltätigkeitsorganisation.

## America’s Next Top Model
King nahm am Ali Forney Transitional Living Program teil, das obdachlosen Frauen Wohnraum zur Verfügung stellt. Während dieser Zeit hörte sie von einem bevorstehenden Fotoshooting für die 10. Staffel von America’s Next Top Model (ANTM), welches die Probleme von jungen, obdachlosen Frauen thematisieren sollte. Dabei sollten betroffene Frauen als Backgroundmodels engagiert werden. Das Shooting fand mit Unterstützung der Reciprocity Foundation statt, die Jugendlichen aus problematischen Verhältnissen Karrieren in kreativen Branchen vermittelt.
Sie bewarb sich bei Art Director Jay Manuel und fragte, ob sie als Transfrau teilnehmen dürfe. Tyra Banks gab bekannt, dass das Produzententeam von ANTM King ermutigte, sich bei den Vorsprechen für die 11. Staffel zu beteiligen. Sie gehörte zu den 14 Finalisten und belegte den zehnten Endrang.
Auch in der 17. Staffel, bei der nur ehemalige Kandidatinnen teilnahmen, gehörte sie zu den 14 Teilnehmern. Sie belegte den 12. Platz.

## Einfluss auf Medien und Gesellschaft
Neil Giuliano, ein Aktivist für die Rechte von Homosexuellen und Präsident der Gay and Lesbian Alliance Against Defamation, nannte das Erscheinen von Isis King in den öffentlichen Medien eine „noch nie dagewesene Gelegenheit“. King war zur Prime Time im amerikanischen Fernsehen zu sehen und konnte so öffentlich auf die Probleme von Transmenschen aufmerksam machen und Leuten näher bringen, die sich bisher noch nie mit dieser Thematik befasst hatten. Ken Mok, ausführender Produzent von ANTM, nannte es „Tyras wahre Mission“, um anhand von Isis die „Definition von Schönheit“ zu überdenken.
Während der Dreharbeiten zu ANTM lebten die Teilnehmerinnen zusammen und wurden von Kameras begleitet. Dies zeigte der amerikanischen Bevölkerung, auf welche Probleme und Vorurteile King im Alltag stößt. Auch Kings Hormoneinnahmen wurden während der Sendung thematisiert. Eine Teilnehmerin thematisierte die mangelnde Akzeptanz von Transmenschen in den kleineren Gemeinden und Orten der USA sowie den konservativen Südstaaten. Andere Teilnehmerinnen bezeichneten King als Drag Queen und gaben ihr abfällige Beinamen in Bezug auf ihre Transgeschlechtlichkeit.
Das New York Magazine bezeichnete King als eines der größten trans Models in der Geschichte. Nur wenige vor ihr hätten solche Bekanntheit erlangt wie Amanda Lepore oder der Promoter und Gender-Bender André J., der es mit Topmodel Carolyn Murphy bis auf das Cover der französischen Vogue schaffte.
2019 spielte King in der Mini-Serie When They See Us die transgeschlechtliche Marci Wise, die ermordet wird, während ihr Bruder Korey, verurteilt als einer der sogenannten Central Park 5, im Gefängnis sitzt. In einem Interview erklärte King: „Leider sind Geschichten wie ihre kein Einzelfall. Zu dem Zeitpunkt, als ich für die Rolle vorsprach, wurde eine weitere Trans-Frau getötet. Als dieses Projekt herauskam, wurde eine andere Frau [Muhlaysia Booker, Anm.] getötet […]. Es ist schwer, wenn man in einer Welt lebt, die nicht glaubt, dass man dazugehört.“

## Filmographie
- Bella Maddo (2010)
- Reich und Schön (2015)
- Shameless (2016)
- When They See Us (2019)